# Pfarrkirche Scheiblingkirchen

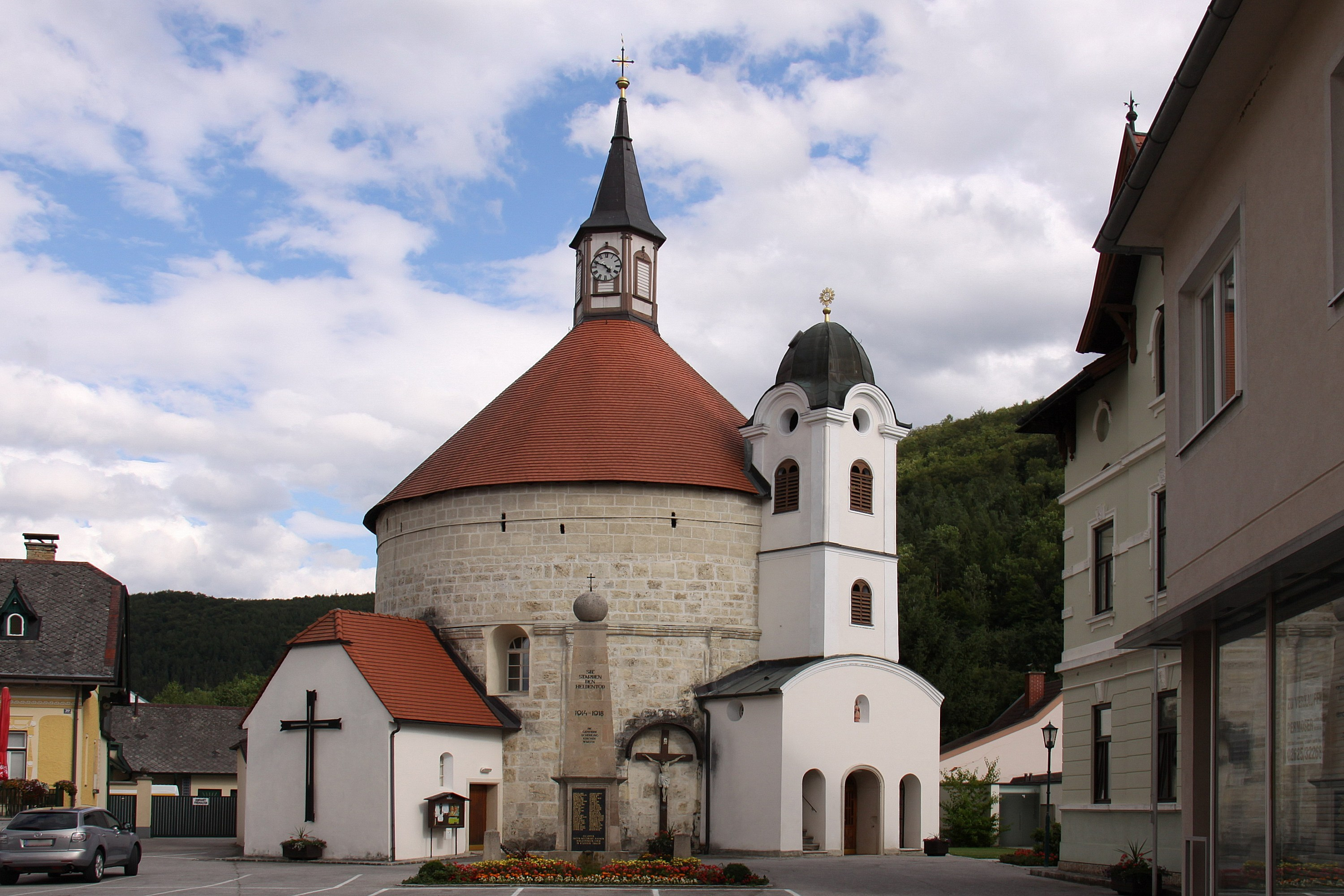
Pfarrkirche Hll. Maria Magdalena und Rupert in Scheiblingkirchen

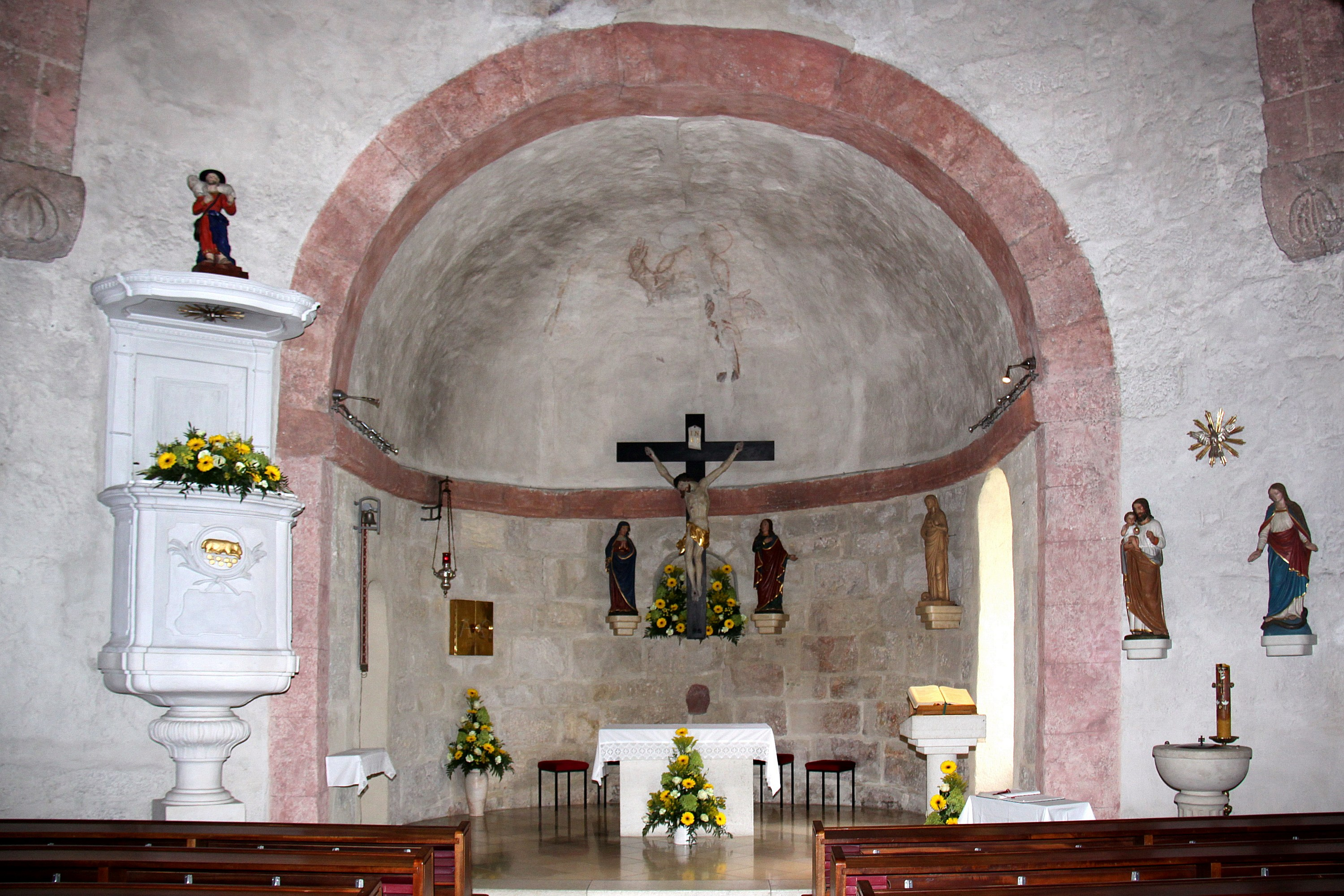
Das kreisrunde Zentralraum zur Rundapsis

Die römisch-katholische Pfarrkirche Scheiblingkirchen steht in Scheiblingkirchen in der Marktgemeinde Scheiblingkirchen-Thernberg in Niederösterreich. Die Pfarrkirche Maria Magdalena und Rupert, dem Stift Reichersberg inkorporiert, gehört zum Dekanat Kirchberg in der Erzdiözese Wien. Die Kirche und die umgebenden Wehrmauernreste stehen unter Denkmalschutz.

## Geschichte
Die Kirche ist eine bemerkenswerte romanische Rundkirche aus dem 12. Jahrhundert mit Anbauten aus dem 19. Jahrhundert. Südlich und westlich der Kirche sind Reste als Bruchsteinmauerwerk der ehemals umgebenden mittelalterlichen Kirchhofmauer erhalten. Die Kirche wurde um 1130/1140 durch die Herren von Gleißenfeld errichtet und wurde möglicherweise 1147 gemeinsam mit der Pfarrkirche Thernberg durch Erzbischof Eberhard von Salzburg geweiht. Die genaue Vermessung der Kirchenachse zeigte, dass sich diese Achse am Patroziniumstag Maria Magdalena, den 22. Juli, orientiert. Im Barock wurde die Mauerkrone als Wehrgeschoß mit Schießscharten um circa 1,5 Meter überhöht. 1754 wurde das Kircheninnere barockisiert. 1783/1784 wurde die Kirche zur Pfarrkirche erhoben. 1862 erfolgte ein Kapellenanbau und Turmanbau. 1924 fand eine Restaurierung statt. 1920 wurde die Kirche von dem Maler Leopold Daringer ausgemalt und nach einer Zerstörung der Malereien durch ein Erdbeben erfolgte 1972 eine Reromanisierung des Kircheninneren.

## Architektur
Kirchenäußeres
Der zylindrische Baukörper mit einem Kegeldach trägt einen hexagonalen Dachreiter aus 1816 und hat eine eingezogene, eigens überdachte Rundapsis. Die Fassade zeigt sich als unverputztes Quadermauerwerk und kleine romanische Rundbogenfenster in Trichterlaibungen.
Kircheninneres
Der Zentralraum hat im kuppeligen Kreuzgewölbe wuchtige zusammenstoßende Bandrippen auf reliefierten Viertelkreiskonsolen. Die Konsolen zeigen im Westen einen Drachen und im Osten ein Blatt.

## Ausstattung
Die Kanzel um 1800 zeigt am Korb ein Relief Lamm Gottes und die Statue Guter Hirte auf dem Schalldeckel.
Die Orgel mit 7 Registern baute Rudolf Novak (1969).